# 桑格奥德
桑格奥德（Sangod），是印度拉贾斯坦邦Kota县的一个城镇。总人口18645（2001年）。

## 人口
该地2001年总人口18645人，其中男性9751人，女性8894人；0—6岁人口3140人，其中男1601人，女1539人；识字率64.31%，其中男性为75.84%，女性为51.66%。